# یواس‌اس کالیفرنیا (ای‌سی‌آر-۶)
یواس‌اس کالیفرنیا (ای‌سی‌آر-۶) (به انگلیسی: USS California (ACR-6)) یک کشتی بود که طول آن ۵۰۴ فوت (۱۵۴ متر) بود. این کشتی در سال ۱۹۰۴ ساخته شد.